# 愛知県板金技能専門校

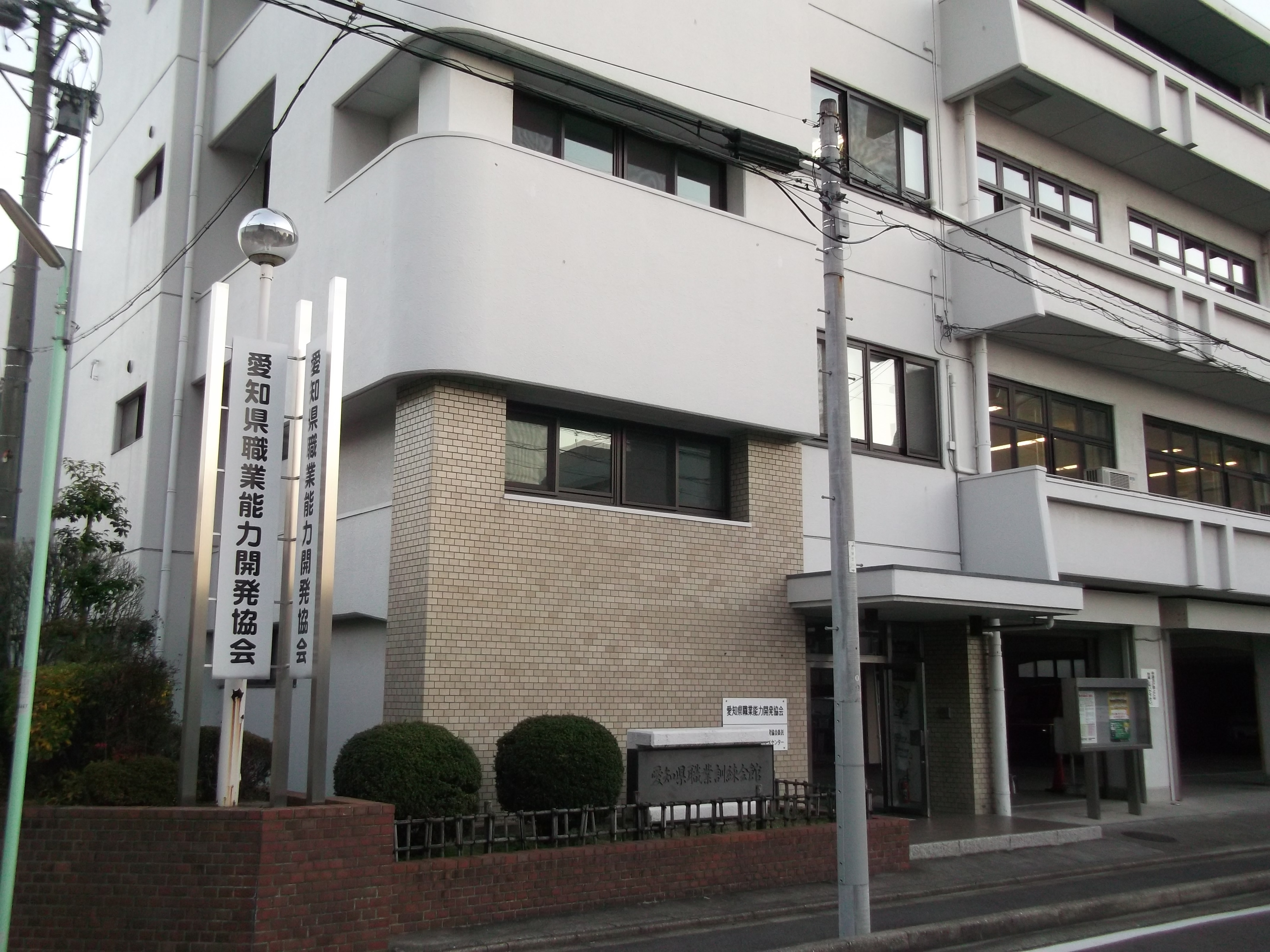
当校が所在する愛知県職業訓練会館

愛知県板金技能専門校（あいちけんばんきんぎのうせんもんこう）は、愛知県板金総合職業訓練協会が運営する認定職業訓練による職業能力開発校。

## 概要
全国に先駆け、板金の職業訓練施設として開校した。

## 所在地[1]
- 〒451-0035：愛知県名古屋市西区浅間二丁目3番14号

## 沿革
- 1954年（昭和29年） - 労働基準法に基づき、名古屋市熱田区西郊通に愛知県板金工技能者共同養成所を開設。
- 1958年（昭和33年） - 旧職業訓練法施行により愛知県板金共同高等職業訓練所に改称。
- 1958年（昭和33年） - 愛知県知事より板金科認定職種事業内職業訓練認定を受ける。
- 1960年（昭和35年） - 愛知県知事より優良職業訓練所として知事表彰。
- 1960年（昭和35年） - 労働大臣より優良職業訓練所として大臣表彰。
- 1964年（昭和39年） - 名古屋市千種区今池町に移転。
- 1973年（昭和48年） - 職業訓練法の改正により愛知県板金高等職業訓練校と改称。
- 1979年（昭和54年） - 訓練校運営母体の愛知県板金総合職業訓練協会が創立。名古屋市千種区今池に移転。
- 1985年（昭和60年） - 名古屋市西区八坂町に移転。
- 1985年（昭和60年） - 中央職業能力開発協会長より優良職業訓練団体として感謝状。
- 1986年（昭和61年） - 愛知県知事より優良職業訓練団体表彰。
- 1987年（昭和62年） - 名古屋市西区浅間二丁目10番地4号に移転。
- 1989年（平成元年） - 訓練施設名が愛知県板金技能専門校と改称。
- 1998年（平成10年） - 職業能力開発促進法施行規則第33条の規定により建築外装系建築板金科に変更。
- 2003年（平成15年） - 厚生労働大臣より技能振興推進優良団体表彰。
- 2006年（平成18年） - 全国技能士会連合会会長優良団体表彰。
- 2011年（平成23年） - 名古屋市西区浅間二丁目3番地14号に移転。